# Connor Bunnaman
Connor Bunnaman, född 16 april 1998, är en kanadensisk professionell ishockeyforward som tillhör Florida Panthers i NHL och spelar för deras farmarlag Charlotte Checkers i AHL. 
Han har tidigare spelat på NHL-nivå för Philadelphia Flyers och på lägre nivåer för Lehigh Valley Phantoms i American Hockey League (AHL) och Kitchener Rangers i Ontario Hockey League (OHL).
Bunnaman draftades av Philadelphia Flyers i fjärde rundan i 2016 års draft som 109:e spelare totalt.

## Statistik
| 2013–2014  | Guelph Jr. Gryphons    | SCTA       | 37  | 18 | 17 | 35  | 39 | 9  | 3  | 4  | 7  | 4  |
| 2014–2015  | Kitchener Rangers      | OHL        | 67  | 10 | 5  | 15  | 18 | 6  | 1  | 1  | 2  | 0  |
| 2015–2016  | Kitchener Rangers      | OHL        | 68  | 16 | 22 | 38  | 14 | 9  | 2  | 2  | 4  | 0  |
| 2016–2017  | Kitchener Rangers      | OHL        | 64  | 37 | 15 | 52  | 30 | 3  | 4  | 0  | 4  | 7  |
| 2017–2018  | Kitchener Rangers      | OHL        | 66  | 27 | 23 | 50  | 31 | 19 | 5  | 9  | 14 | 16 |
| 2018–2019  | Lehigh Valley Phantoms | AHL        | 62  | 19 | 13 | 32  | 16 | —  | —  | —  | —  | —  |
| 2019–2020  | Philadelphia Flyers    | NHL        | 1   | 0  | 0  | 0   | 0  | —  | —  | —  | —  | —  |
| NHL totalt | NHL totalt             | NHL totalt | 1   | 0  | 0  | 0   | 0  | —  | —  | —  | —  | —  |
| OHL totalt | OHL totalt             | OHL totalt | 265 | 90 | 65 | 155 | 93 | 37 | 12 | 12 | 24 | 23 |